# Monticello (Utah)
Monticello város az USA Utah államában. San Juan megyében, melynek megyeszékhelye is. Lakosainak száma 1824 fő (2020. április 1.).

## Népesség
A település népességének változása:
| Lakosok száma | 1972 | 1980 | 1824 |
|               | 2010 | 2012 | 2020 |